# Vița de Vie (formație)
Vița de Vie este o formație rock (ocazional influențe rap, hardcore, jazz, și reggae) din România, formată în 1996. Primul lor album, "Rahova", a fost realizat în 1997.

## Activitate
Înființată în 1996, formația înregistrează primul demo în studioul lui Adrian Ordean, ocazie cu care grupul a fost botezat "Vița de Vie" de către acesta, după ce au fost confundați cu Sarmalele Reci. În 1997 este lansat albumul de debut, „Rahova”, sub egida casei de discuri Zone Records. În 1998 formația, aflată încă la început de drum, ia parte la Turneul Hollywood Rock Tour alături de deja consacratele Holograf și Timpuri Noi.
În 1999 Vița de Vie dă marea lovitură pe piața muzicală românească prin lansarea albumului „Fenomental”, pe casetă audio și al videoclipului piesei „Basul și cu toba mare”. 
. Albumul este reeditat un an mai târziu în format CD, conținând și videoclipul. Tot în 2000 este lansat videoclipul „Vino la mine”, iar Vița de Vie primește premiul Otto pentru cea mai bună formație, acordat de revista Bravo. Împreună cu Timpuri Noi este lansat albumul „Lucky Nights Live”.
Albumul „Exxtra” este lansat în 2001, alături de videoclipurile „Sunetul mai tare” și „Liber”. Albumul cuprinde colaborări cu Șuie Paparude (pentru piesa „Zboară”), Paraziții (pentru „Beat mort”), Ganja și K-Gula (pentru „O noapte”). Piesele au influențe rap, în special la nivelul limbajului, pe coperta CD-ului fiind scris avertismentul «ATENȚIE - Conține cuvinte tari».
În 2002 formația primește premiul UPFR pentru «Cel mai bun album alternativ», respectiv albumul „Exxtra”. Este lansat albumul „Doi” și videoclipul „Visare”, iar în 2003 apar videoclipurile „Varză” și „Totata”.
În 2004 formația lansează albumul „9704” cuprinzând cele mai bune piese de pe primele 4 albume și o piesă nouă intitulată „Îmi pasă”, pentru care înregistrează și un videoclip. Vița de Vie primește premiul «MTV Best Live», performanță repetată și un an mai târziu, în 2005.
În august 2005 trupa a concertat pro bono (gratuit) la festivalul FânFest, Roșia Montană în cadrul campaniei „Salvați Roșia Montană”.
Vița de Vie se implică în campania socială „Deschide-ți inima” împotriva discriminării persoanelor afectate de virusul HIV, în 2006, iar în 2007 are loc lansarea albumului „Egon” și campania „Îmi pasă” pentru Asociația UpDown. Este înființată casa de discuri VdV Music.
Albumul „Fetish”, distribuit în colaborare cu Gazeta Sporturilor, a beneficiat de un concert de lansare pe 25 martie 2010.
În 7 aprilie 2012, Sorin Dănescu, clăparul și co-fondatorul trupei, părăsește trupa, la nici două săptămâni de la concertul aniversar susținut la Opera Națională.

## Membrii formației

### Membri actuali
- Adrian Despot - voce, chitară
- Adrian Ciuplea - chitară bas
- Cezar Popescu - chitară
- Sorin "Pupe" Tănase - baterie (cofondator)
- Mihai Ardelean - clape

### Foști membri
- Sorin Vasile 'Pepino' – chitară bas
- Sorin Lazăr 'Vrabie' – chitară
- Eugen Vasile 'Jojo' – chitară
- Mircea Preda 'Burete' – chitară bas
- Bogdan Alecu - chitară
- Bogdan Marin - vocal
- Sorin Dănescu 'Nasu' – clape, voce (co-fondator)